# Бородино (Восточно-Казахстанская область)
Бородино (каз. Бородино) — село в Алтайском районе Восточно-Казахстанской области Казахстана. Входит в состав Никольского сельского округа. Код КАТО — 634843300.

## Население
В 1999 году население села составляло 801 человек (365 мужчин и 436 женщин). По данным переписи 2009 года, в селе проживало 645 человек (315 мужчин и 330 женщин).